# リル＝ジュルダン (ジェール県)
リル＝ジュルダン （L'Isle-Jourdain、オック語:L'Isla de Baish）は、フランス、オクシタニー地域圏、ジェール県のコミューン。

## 地理
県東部に位置し、オート＝ガロンヌ県と接する。サヴ川（ガロンヌ川支流）を伝ってトゥールーズから35kmの位置、オーシュの南東40kmにある。
道路は高速国道124号線が通る。トゥールーズ-オーシュ路線のリル＝ジュルダン駅がある。

## 歴史
リル領主はかつて十字軍に参加して東方に行ったことがあり、ヨルダン川で洗礼を受けた自分の息子にジュルダン（ヨルダンのフランス語読み。オック語ではJordan）の名をつけた。沼地の真ん中にあるまちはヨルダン島（リル＝ジュルダン）と呼ばれるようになり、そのまままちの名称となった。
オック語での地名は「低い島」を意味するL'Isla de Baishである。

## 人口統計
| 1962年 | 1968年 | 1975年 | 1982年 | 1990年 | 1999年 | 2009年 |
| ------ | ------ | ------ | ------ | ------ | ------ | ------ |
| 3675   | 4002   | 4195   | 4358   | 5029   | 5560   | 7296   |

参照元:EhessとINSEE

## 姉妹都市
- カルバージョ、スペイン
- モッタ・ディ・リヴェンツァ、イタリア